# Roberto Heras
Roberto Heras Hernández (Béjar, Salamanca, 1 de febrero de 1974) es un exciclista español. Ha militado en tres equipos como profesional: Kelme, US Postal y Liberty Seguros-Würth. Actualmente participa en competiciones de BTT como la famosa Titan Desert, que ha ganado cuatro veces, tres de ellas de forma consecutiva (2008, 2010, 2011 y 2012).
Tras despuntar en el Kelme con Vicente Belda al frente, fichó por el equipo de Johan Bruyneel y Lance Armstrong. Durante su etapa allí ayudó al estadounidense a vencer en dos de sus siete tours. Tras su salida del US Postal entró a formar parte del Liberty Seguros, último de sus equipos. Ha sido vencedor de la Vuelta a España en cuatro ocasiones, siendo de este modo en la actualidad el hombre más laureado de la ronda española junto a Primož Roglič. Además comparte con Tony Rominger y Primož Roglič el récord de únicos ciclistas en ganar la Vuelta a España 3 veces de forma consecutiva. Y comparte con Tony Rominger, Alberto Contador y Primož Roglič el récord de únicos ciclistas en haber ganado la Vuelta a España 3 o más veces.
En 2000 fue el primer 'escalador' español en ganar una gran vuelta desde que Pedro Delgado lo hiciera en 1989 , dejando atrás toda una generación de 'contrarrelojistas' españoles de los años 90 ganadores de grandes vueltas. En 2003 repitió la hazaña después de otras 2 victorias españolas de 'contrarrelojistas' en grandes vueltas. Fue también el primero de una nueva generación de 'escaladores' españoles campeones de grandes vueltas en los años 2000 y los años 2010.
Un positivo por EPO en octubre de 2005 puso un precipitado fin a su carrera en el ciclismo de élite. Se le recuerda como uno de los grandes escaladores españoles, al que su debilidad contra el crono le restaba serias opciones en las competiciones importantes.
El 24 de junio de 2011 el Tribunal Superior de Justicia de Castilla y León anula la sanción por dopaje impuesta el 7 de febrero de 2006 y dictada por el Comité Nacional de Competición y Disciplina Deportiva de la Real Federación Española de Ciclismo, dejando abierta la puerta a la recuperación del título de Campeón de la Vuelta a España 2005.
El 21 de diciembre de 2012 el Tribunal Supremo de Justicia confirma la anulación de la sanción al corredor bejarano por una serie de irregularidades en la práctica de los análisis, entre ellas que las muestras se entregaron casi 40 horas después, a temperatura ambiente, por persona o empresa que se desconocía, con lo que Roberto Heras vuelve a aparecer en el palmarés de la Vuelta a España como ganador de la edición 2005.

## Biografía

### Ciclismo juvenil y amateur
Roberto Heras nació en Béjar (Salamanca) el 21 de febrero de 1974, en el seno de una familia de clase media-baja. Segundo de cuatro hermanos, durante su infancia se dedicó al fútbol y al atletismo, hasta que a los trece años su padre le compró su primera bicicleta. Un año más tarde se federó en la Escuela de Ciclismo Bejarana (1984 - 1987). Tras sus primeras competiciones regionales, sobre todo en el País Vasco, comenzó a destacar en categoría juvenil como miembro del equipo Caja Salamanca y Soria, y como amateur en Café Fortaleza (actual Orbea Continental), llegando a ser tercero con colores de la selección de Euskadi, debido a que tenía su residencia fijada en el País Vasco, en el campeonato de España amateur de 1995 en Segovia. Un año después entró a formar parte del Kelme de la mano su ídolo, el exciclista Lale Cubino. Un año después fue quinto en la Vuelta a Navarra.

### Ciclismo profesional

#### Kelme (1997 - 2001)
En 1997 debutó como profesional venciendo ese mismo año en la duodécima etapa de la Vuelta a España, en la que finalizó quinto, y en la Subida al Naranco. Un año después se impuso en la Clásica de Primavera, y en la decimonovena etapa de la Vuelta, en la que quedó sexto. Al año siguiente volvió a vencer en la Clásica de Primavera, realizó su primera participación en el Giro de Italia, donde logró vencer en la etapa reina, y finalizó quinto, quedó tercero en la Vuelta a España, subcampeón en la Vuelta a Cataluña, y subcampeón del campeonato de España de ciclismo en ruta por detrás de Ángel Luis Casero. Tras estos resultados accedió al trigésimo noveno puesto de la clasificación de la UCI, convirtiéndose en el líder indiscutible de Kelme. Un año después finalizó quinto en el Tour de Francia, se proclamó vencedor del Criterium de la Asociación de Ciclistas Profesionales, del Criterium Internacional de la Comunidad Valenciana y del Memorial Pedro González, y fue elegido mejor deportista salmantino.

##### Vuelta a España de 2000
La Vuelta a España del año 2000 se presentaba como una lucha entre Jan Ullrich y Alex Zülle, en la que quizá podrían entrar los españoles Fernando Escartín o Abraham Olano. No obstante, Heras accedió a la primera plaza de la clasificación general tras su victoria en la decimocuarta etapa. El corredor salmantino retuvo su posición hasta el final de la competición y el 10 de septiembre se proclamó campeón de La Vuelta con el segundo clasificado, Casero, a más de dos minutos. Su victoria le reafirmó como buen escalador e hizo que Lance Armstrong intentara ficharle, lo que logró en 2001.

#### US Postal (2001 - 2003)
Tras mantener una dura disputa con el director de Kelme, Vicente Belda, Heras entró a formar parte del US Postal (2001). En el Tour de ese año, actuó como gregario de Armstrong en las etapas de montaña, finalizando decimoquinto en la ronda francesa. En la Vuelta de 2002 mantuvo el maillot dorado desde la decimoquinta etapa hasta la última, en la que la disputa de la última contrarreloj le privó de erigirse campeón por segunda vez al verse superado por Aitor González. Ese mismo año venció en la Vuelta a Cataluña, finalizó noveno en el Tour, y, el 25 de enero de 2002, el rey de España Juan Carlos I le impuso la Medalla de Plata de la Real Orden del Mérito Deportivo. En 2003, el que sería su último año en el US Postal, se resarció de su derrota del año anterior en La Vuelta tras vencer en la penúltima etapa y retener el maillot hasta el término de la competición. Con su victoria en la cronoescalada de Abantos, Heras logró imponerse cuando su victoria parecía muy improbable, pues Isidro Nozal, máximo rival, se había mantenido en la primera posición desde la cuarta etapa.
Ese mismo año finalizó subcampeón de la Vuelta a Cataluña, y trigésimo cuarto en el Tour, a más de una hora de Armstrong. Al año siguiente decidió desvincularse del US Postal y fichó por el Liberty Seguros-Würth de Manolo Saiz.

#### Liberty Seguros-Würth (2004-2005)
En el año de su llegada al Liberty (2004), volvió a proclamarse vencedor de La Vuelta tras obtener una considerable ventaja en la decimosegunda etapa; su máximo rival, el asturiano Santi Pérez, se quedó a medio minuto de Heras. La superioridad de Heras se vio reforzada cuando Santi Pérez, revelación del campeonato y segundo en la clasificación general, dio positivo por una transfusión sanguínea y fue sancionado durante dos años. Ese mismo año obtuvo la victoria en la Bicicleta Vasca. Después de su abandono en el Tour de 2004, solo consiguió finalizar cuadragésimo quinto en 2005, su última participación en esta competición.  Esto supuso un duro revés para él, ya que, tras su salida de US Postal, esperaba estar entre los ciclistas que disputaran la victoria final de la ronda francesa.

##### Vuelta a España de 2005
La Vuelta a España de 2005 es, quizás, la más importante a nivel deportivo y extradeportivo de Roberto Heras. En ella, tras la disputa de catorce etapas, el ruso Denis Menchov se mantenía firme en el liderato de la clasificación. No obstante, las cosas dieron un vuelco tras la disputa de la decimoquinta etapa, que transcurría entre Cangas de Onís y Valgrande-Pajares. En una dura etapa de montaña en la que se dieron unas condiciones meteorológicas totalmente adversas, el equipo Liberty al completo, excepto el propio Heras, impuso un ritmo extremadamente veloz al pelotón que ocasionó el corte de un considerable número de corredores. Entonces Heras atacó en el descenso de la Colladiella y contactó con sus compañeros de equipo. Cuando se vieron sin fuerzas Joseba Beloki, Ángel Vicioso y Michele Scarponi, responsables de la debacle de los rivales de su líder, Heras cambió el ritmo y venció en la etapa. Cuando Menchov cruzó la línea de meta lo hizo con 5 minutos y 19 segundos perdidos, por lo que cedía la primera posición de la clasificación general. Tras mantener sin apuros este puesto, se proclamó vencedor por cuarta vez de la Vuelta, con lo que batía el récord de Tony Rominger. Esta victoria constituyó un hito en la historia del ciclismo español al ser la primera vez que un ciclista conseguía hacerse con la victoria en cuatro Vueltas a España.

## Dopaje

### Vuelta a España 2005
Tras esta última victoria, Heras se encontraba en el auge de su carrera, pero el 8 de noviembre de 2005, los medios de comunicación publicaron que el ciclista salmantino había dado positivo por EPO tras la disputa de la penúltima etapa de la vuelta. Diecisiete días después, el contraanálisis confirmó su positivo, por lo que se le desposeyó de su última vuelta, que fue a parar al palmarés de Menchov, y se le sancionó por un periodo de dos años. Tras conocer los resultados, Heras se declaró inocente y alegó lo siguiente:

Para mí, es más importante mi crédito personal y profesional que ganar una Vuelta.

En 2011, la justicia ordinaria dio la razón al corredor quedando anulado su positivo por diferentes irregularidades en el tratamiento de las pruebas y en la realización de los análisis. En diciembre de 2012, el Tribunal Supremo de Justicia confirmó la anulación de la sanción al corredor bejarano, con lo que volvió a aparecer en el palmarés de la Vuelta a España como ganador de la edición 2005, siendo, además, el único ciclista que ha ganado esta carrera en 4 ediciones y el único ciclista junto, a Tony Rominger y Primož Roglič, en ganarla 3 veces de forma consecutiva.

### Grandes operaciones antidopaje
A mediados del 2006 Roberto Heras estuvo involucrado en la Operación Puerto aunque como ya estaba retirado y esas prácticas no eran dopantes en España no fue sancionado.
También estuvo envuelto en el "Caso US Postal-Armstrong" donde, según la USADA, el equipo de Lance Armstrong "puso en marcha el programa de dopaje más sofisticado, profesionalizado y exitoso que el deporte haya conocido en su historia".

## Retiro definitivo
El 19 de septiembre de 2005 se retiró de ciclismo profesional de primer nivel. Al finalizar la temporada ciclista 2012 se retiró definitivamente del mundo del ciclismo.
Después de que expiraran sus dos años de sanción Heras tenía encima de la mesa las ofertas de equipos ciclistas modestos. Aunque se había especulado mucho con su regreso y él mismo había declarado que tenía intención de volver, acabó decidiendo retirarse, y así lo anunció ante los medios de comunicación:

Me hacía ilusión volver, pero de ninguna manera estaba dispuesto a consentir que se aprovecharan de mi situación. He tirado la toalla, es definitivo. Imposible seguir en las condiciones que yo quiero. Me da pena, pero tal y como está el ciclismo creo que es lo mejor para mí.

Su retiro se debía a la ausencia de ofertas de equipos ProTour y a la falta de unión entre los ciclistas:

Sigo sin entender el código ético, sigo sin entender los motivos por los que los equipos ProTour no pueden fichar a un corredor que, como yo, ya ha cumplido su sanción, pero ante este panorama lo mejor es dejarlo. Este final es algo con lo que no contaba. Y algunos otros corredores de talla también van a tener que dejar el pelotón por falta de equipo. Está claro que el ciclismo no atraviesa la mejor situación posible: los equipos, los organizadores, la UCI…, están en guerra, no hay ninguna unión, y así es muy difícil salir de la crisis.

Asimismo, Heras afirmó que iba a seguir intentando probar su inocencia:

Me conformo con que se reconozca que las cosas no se hicieron bien, que hubo irregularidades en el procedimiento que pudieron alterar el resultado. Han pasado más de dos años y sigo esperando a que me manden los análisis de la prueba B. Los de la prueba A me los dieron al día siguiente, pero los de la B los he reclamado media docena de veces y todavía sigo esperando.

Aunque se encuentre retirado del ciclismo en su modalidad de ruta, se ha proclamado cuádruple vencedor de una competición importante no profesional de mountain-bike, la Nissan Titan Desert, y tomó parte en la Transpirenaica de Giant Tours. Además, en 2009 se hizo con la Bike Blenheim Palace una curiosa carrera de bicicletas plegables disputada en Oxford en el que los participantes deben correr con chaqueta americana, camisa, corbata y pantalón corto y en la que ya fue segundo el año anterior.

## Palmarés
| 1997 - 1 etapa de la Vuelta a España - Subida al Naranco 1998 - G. P. Primavera - 1 etapa de la Vuelta a España 1999 - G. P. Primavera - 1 etapa del Giro de Italia - 1 etapa del Volta a Cataluña - 2.º en el Campeonato de España en Ruta - 3.º en la Vuelta a España 2000 - 1 etapa de la Euskal Bizikleta - Vuelta a España , más 2 etapas y clasificación por puntos | 2002 - Volta a Cataluña - 2.º en la Vuelta a España, más 2 etapas y la clasificación de la combinada 2003 - Vuelta a España , más 1 etapa 2004 - Euskal Bizikleta - Vuelta a España , más 1 etapa y clasificación de la combinada 2005 - Vuelta a España , más 2 etapas y clasificación de la combinada |

## Resultados en Grandes Vueltas y Campeonatos del Mundo
Durante su carrera deportiva consiguió los siguientes puestos en las Grandes Vueltas y en los Campeonatos del Mundo en carretera:
| Carrera         | Carrera         | 1997 | 1998 | 1999 | 2000 | 2001 | 2002 | 2003 | 2004 | 2005 |
| --------------- | --------------- | ---- | ---- | ---- | ---- | ---- | ---- | ---- | ---- | ---- |
|                 | Giro de Italia  | —    | —    | 5.º  | —    | —    | —    | —    | —    | —    |
|                 | Tour de Francia | —    | —    | —    | 5.º  | 15.º | 9.º  | 34.º | Ab.  | 45.º |
|                 | Vuelta a España | 5.º  | 5.º  | 3.º  | 1.º  | 4.º  | 2.º' | 1.º  | 1.º  | 1.º  |
| Mundial en Ruta | Mundial en Ruta | 52.º | Ab.  | —    | —    | —    | —    | —    | —    | —    |

—: no participa

Ab.: abandona

## Reconocimientos
- Ciclista con más victorias en la Vuelta a España junto a Primož Roglič (4 victorias).
- Único ciclista junto a Tony Rominger y Primož Roglič en ganar la Vuelta a España 3 veces de forma consecutiva.
- Único ciclista junto a Tony Rominger, Alberto Contador y Primož Roglič en ganar la  Vuelta a España 3 o más veces.
- Primer ciclista en lograr 4 victorias de la Vuelta a España.

## Equipos
- Kelme Costa Blanca (1997-2000)
- US Postal (2001-2003)
  - US Postal Service (2001-2002)
  - US Postal Service presented by Berry Floor (2003)
- Liberty Seguros (2004-2005)
  - Liberty Seguros (2004)
  - Liberty Seguros-Würth Team (2005)

## Palmarés en pruebas no profesionales
Ver sección Retiro definitivo.
| 2008 - Nissan Titan Desert 2009 - Bike Blenheim Palace 2010 - Nissan Titan Desert, más 1 etapa | 2011 - Nissan Titan Desert, más 1 etapa 2012 - Guanaride - Milenio Titan desert by Gaes |